# Дикэ, Эмиль
Эмиль Дикэ (рум. Emil Dică; 17 июля 1982, Тыргу-Жиу, Румыния) — румынский футболист, полузащитник.

## Биография
Родился 17 июля 1982 года. Стал известен по выступлениям за «Арджеш», после которых ещё сезон провёл в клубе «Дачия». В 2005 году перебрался в Бухарест, где подписал контракт с местным «Рапидом». Был одним из главных действующих лиц в успешной поступи «Рапида» по турниру Кубка УЕФА 2005/06, где команда дошла до четвертьфинала. Финалист Суперкубка Румынии 2006.
В 2012 году стал игроком клуба «Астана».

## Достижения
- Обладатель Кубка Румынии (1): 2005/06, 2006/07, 2009/10
- Обладатель Суперкубка Румынии (1): 2007, 2009
- Чемпион Румынии (1): 2009/10
- Серебряный призёр чемпионата Румынии (1): 2005/06
- Бронзовый призёр Чемпионата Румынии (1): 2007/08